# Z-vrijednosti
Z-vrijednosti označuju položaj pojedinog rezultata u nekoj normalnoj raspodjeli i to tako da se ta vrijednost izrazi u dijelovima standardne devijacije. Z-vrijednosti su jedan od najpoznatijih načina umjeravanja nekog testa. Uz pomoć z-vrijednosti i sličnih vrijednosti koje se zasnivaju na standardnoj devijaciji mogu se ispravno uspoređivati rezultati što su ih ispitanici postigli u dva ili više testova.